# Static-X
Static-X é uma banda de metal industrial que surgiu em 1994 nos Estados Unidos.

## História
O vocalista Wayne Static era de Michigan e Ken Jay de Illinois. Eles se conheceram em Chicago. Naquela época, Ken tocava em uma banda e estava trabalhando em uma loja de discos. Wayne tinha uma banda gótica, os Deep Blue Dream, que ensaiavam junto com os Smashing Pumpkins. Essa banda deles não estava dando certo, então eles decidiram a mudar para Los Angeles. Osaka Koichi Fukuda viu um panfleto da dupla em Los Angeles e os procurou, então se tornou o guitarrista da banda. Tony Campos também entrou na banda, ele costumava tocar em bandas de death metal e é o único que realmente é californiano. 
Seu primeiro CD foi o Wisconsin Death Trip lançado em 1999. A produção foi feita por Ulrich Wild, mesmo produtor de Pantera e Deftones. A música Bled for days virou trilha do filme A Noiva de Chucky e junto com a música Push It, entrou no CD Korn Extra Values.
Koichi saiu da banda para poder ficar mais tempo com a sua família e foi substituído por Tripp Eisen. Tripp ficou 4 anos na banda e participou de 3 CDs. Em 2005 ele foi preso por ter raptado e estuprado uma garota de 14 anos, ele já estava sendo investigado por ter mantido relações com menores de idade. E dessa vez ele foi pego no carro com a garota, ele pagou 100 mil dólares para ter o direito de responder ao processo em liberdade, mas caso ele seja condenado, receberá uma pena de 30 anos.
Tripp sai da banda, e Koichi volta. Eles lançam o mais novo CD, Start a War em 2005. Já em 2007 lançam Cannibal.
Após participar de eventos como o Ozzfest, a banda entra em estúdio e começa o processo de gravação do novo álbum, Cult of Static, lançado em 17 de março de 2009.
Em 1º de Novembro de 2014, foi noticiado da morte do Vocalista/guitarrista e fundador da banda Wayne Static, a causa da morte, ainda não está claro, porém, veículos norte americanos de comunicação, noticiaram que teria a ver com overdose de drogas.
No final de 2018 foi noticiado o retorno da banda com um novo vocalista simplesmente conhecido como Xer0, e um novo álbum usando material remasnecente de Wayne Static chamado de Project Regeneration, programado para ser lançado no segundo semestre de 2019.

## Integrantes

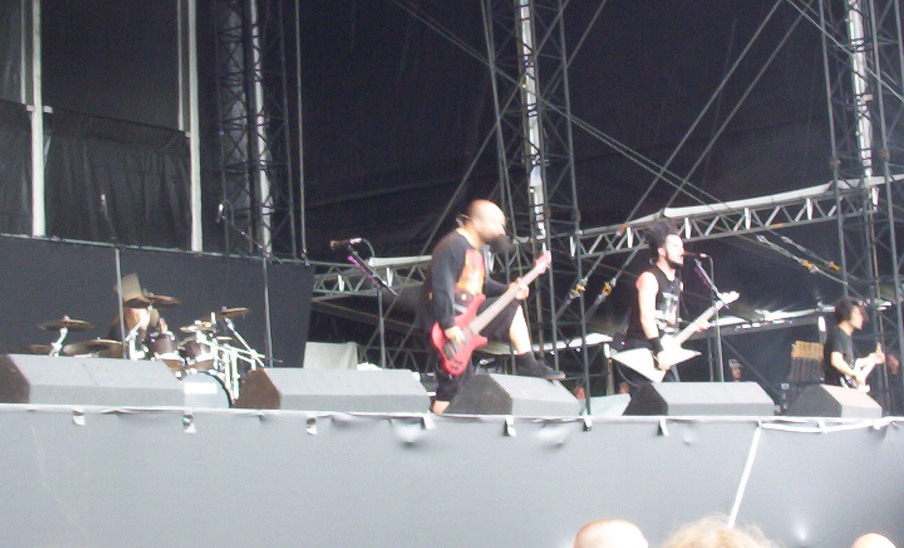
Static-X em concerto em junho de 2007.

### Membros atuais
- Xer0 – vocal, guitarra (2019–atualmente)[4][5]
- Tony Campos – baixo, vocal de apoio (1994–2010, 2018–atualmente)
- Koichi Fukuda – guitarra (1994–2000, 2005–2010, 2018–atualmente)
- Ken Jay – bateria, percussão (1994–2003, 2018– atualmente)

### Ex-membros
- Nick Oshiro – bateria, percussão (2003–2009)
- Tripp Eisen – guitarra (2001–2005)
- Sean Davidson – bateria (2012–2013)
- Andy Cole – baixo (2012–2013)
- Wayne Static – vocal, guitarra, teclado (1994–2014; falecido em 1 de novembro de 2014)[2]

## Discografia

### Álbuns de estúdio
- 1999 - Wisconsin Death Trip
- 2001 - Machine
- 2003 - Shadow Zone
- 2005 - Start a War
- 2007 - Cannibal
- 2009 - Cult of Static
- 2020 - Project Regeneration Vol. 1
- 2024 - Project: Regeneration Vol. 2

### Compilações
- 2004 - Beneath... Between... Beyond...

### EP
- 2000 - The Death Trip Continues
- 2000 - Push It Compact Disc Maxi-Single

## Videografia

### DVD
- 2001 - Where the Hell Are We and What Day Is It... This Is Static-X
- 2008 - Cannibal Killers Live